# Eugène Viollet-le-Duc
Eugène Emannuel Viollet-le-Duc (Paris, 27 de janeiro de 1814 – Lausana, 17 de setembro de 1879) foi um arquitecto francês ligado à arquitectura revivalista do século XIX e um dos primeiros teóricos da preservação do património histórico. Pode ser considerado como um precursor teórico da arquitectura moderna. O autor John Summerson considera-o, juntamente com Leon Battista Alberti, o maior teórico de arquitectura na história ocidental.

## Biografia
Viollet-le-Duc estudou arquitectura na Escola de Belas Artes de Paris, mas interrompeu os estudos devido ao carácter arquitectónico fechado em relação ao futuro que verificava no ensino. O seu trabalho foi desenvolvido sobretudo na área de restauro (catedrais e castelos medievais) por falta de encomenda de obras novas.

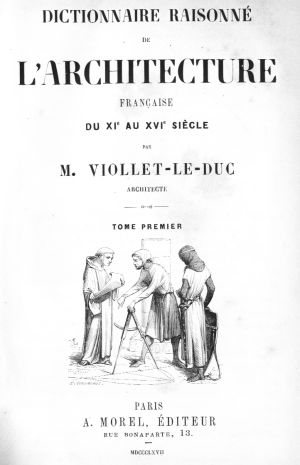

Da sua obra fazem parte desenhos de obras imaginárias (baseados na imagem medieval com recurso a meios de construção modernos) e também algumas obras completas de que são exemplo: Igreja de St. Denis de l’Estrée e a Casa de Henri Courmont. Escreveu também alguns livros: Ensaio sobre a arquitectura militar na Idade Média e Dicionário da arquitectura francesa do sec. XI ao sec. XVI.
A sua inclinação e o seu gosto arquitectónicos foram desde cedo para o Gótico, para ele o valor das obras medievais residia na sua honestidade em relação à expressão dos materiais e dos processos construtivos. Desta forma o Gótico ganhava importância em relação ao Classicismo pela comunicação de meios.
Como teórico estava interessado na procura de um estilo próprio para o século XIX, apostando assim nas novas técnicas de construção, e na importância da máquina (isto estava associado aos novos desenvolvimentos como a electricidade, o vapor, a velocidade, o ferro e outros novos materiais e técnicas).
O seu pensamento foi de certa forma visionário embora restrito às possibilidades de então. Previu a construção de arranha-céus: grandes estruturas de ferro revestidas a pedra.

## Obra

### Algumas restaurações

#### Edifícios religiosos
- Catedral Saint-Étienne de Auxerre
- Catedral Notre-Dame de Amiens
- Basílica Sainte-Marie-Madeleine do Vézelay
- Igreja Notre-Dame de Saint-Père (Yonne)
- Catedral Notre-Dame de Paris, com Jean-Baptiste-Antoine Lassus
- Basílica de Saint-Denis
- Sainte-Chapelle (Paris), com Félix Duban e Jean-Baptiste-Antoine Lassus
- Igreja colegial Notre-Dame de Poissy
- Igreja Saint-Nicolas de Munster (Moselle)
- Igreja colegial Notre-Dame de Semur-en-Auxois
- Basílica Saint-Nazaire de Carcassonne
- Catedral Saint-Michel de Carcassonne
- Basílica Saint-Sernin de Toulouse
- Catedral Notre-Dame-de-l'Assomption de Clermont
- Catedral Notre-Dame de Lausanne
- Antiga Catedral Saint-Maurice de Mirepoix
- Convento da Cartuxa de Notre-Dame-des-Prés de Neuville-sous-Montreuil
- Igreja Saint-Martin de Beaune-la-Rolande
- Capella Sainte Catherine da Catedral Notre-Dame de Estrasburgo
- Abadia do Mont Saint-Michel

Câmaras Municipais
- Saint-Antonin-Noble-Val (Tarn-et-Garonne)

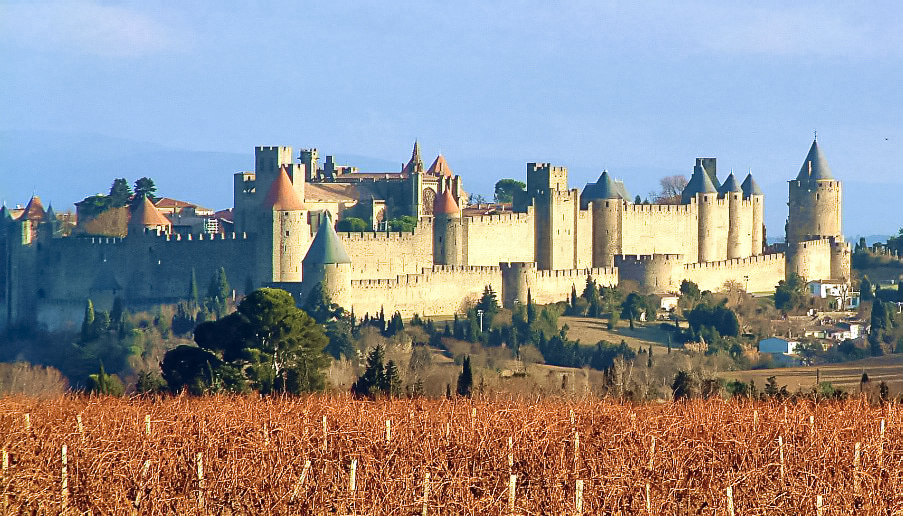
Cidade Histórica Fortificada de Carcassonne

- Narbonne (Aude)
- Compiègne (Oise)

#### Castelos
- Cidade Histórica fortificada de Carcassonne (Aude)
- Castelo de Roquetaillade (Gironde)
- Castelo de Pierrefonds (Oise)
- Castelo de Coucy (Aisne)
- Castelo de Pupetières (Isère, Ródano-Alpes)
- Castelo des Tours (Gironde)
- Castelo d'Eu (Seine-Maritime)

### Algumas realizações
- Castelo do Tertre em Ambrières-les-Vallées (Mayenne)
- Castelo de Abbadia (Hendaye)
- Castelo de la Flachère (Ródano, Ródano-Alpes)
- Remparts de Avinhão
- Église Saint-Gimer de Carcassonne
- Igreja escocesa de Lausana
- Castelo de Montdardier (Gard)
- Château Jaquesson à Châlons-en-Champagne, única casa de cidade do arquitecto
- Altar da cripta São-Leonardo da Catedral de Wawel
- Église Saint-Denys-de-l'Estrée à Saint-Denis

## Alguns alunos de Viollet-le-Duc
- Paul Abadie
- Anatole de Baudot
- André Berthier
- François Bougoüin
- Benjamin Bucknall
- Édouard Corroyer
- Étienne Darcy
- Edmond Duthoit
- André Lecomte du Nouÿ
- Eugène Millet
- Maurice Ouradou
- Victor Petitgrand

## Publicações
- Essai sur l'architecture militaire au Moyen-âge, Paris, 1854 ;
- Mémoire sur la défense de Paris. Septembre 1870 - janvier 1871, Paris, A. Morel, 1871;
- Dictionnaire raisonné de l'architecture française du XIe au XVIe siècle, 10 vol., Paris, Bance et Morel, 1854 à 1868;
- Dictionnaire raisonné du mobilier français de l'époque carolingienne à la Renaissance, 6 vol., Paris, 1858-1870;
- Entretiens sur l'architecture, 2 vol., Paris, 1858-1872;
- Cités et ruines américaines : Mitla, Palenqué, Izamal, Chichen-Itza, Uxmal, Paris, 1862 ;
- Description du château de Coucy, Paris, 1875;
- Description du château de Pierrefonds, Paris, 1857;
- La Cité de Carcassonne, Paris, 1888;
- Histoire d’une maison, Paris : Hetzel, 1873;
- Histoire d'un hôtel de ville et d'une cathédrale, Paris, Hetzel, 1874;
- Histoire d’une forteresse, Paris, Hetzel, 1874;
- Histoire de l'habitation humaine, depuis les temps préhistoriques jusqu'à nos jours, Paris, Hetzel, 1875;
- L'art russe, Paris : Ve A. Morel et Cie, 1877;
- Comment on devient un dessinateur, Paris, Hetzel, 1878;
- De la décoration appliquée aux édifices, Paris, s.d.

- Le Massif du Mont Blanc ; étude sur sa constitution géodésique et géologique, sur ses transformations, et sur l'état ancien et moderne de ses glaciers, Paris, Baudry, 1876.

- Lettres d'Italie, 1836-1837, éd. Françoise Viollet-le-Duc, Paris, Lagret, 1971.
- La Correspondance Mérimée - Viollet-le-Duc, éd. Françoise Bercé, Paris, CTHS, 2001.